# Campos de Júlio
Campos de Júlio är en kommun i Brasilien.   Den ligger i delstaten Mato Grosso, i den centrala delen av landet, 1 200 km väster om huvudstaden Brasília. Antalet invånare är 5 019.
I omgivningarna runt Campos de Júlio växer i huvudsak städsegrön lövskog. Trakten runt Campos de Júlio är nära nog obefolkad, med mindre än två invånare per kvadratkilometer.